# Euchromia bellula
Euchromia bellula är en fjärilsart som beskrevs av Paul Mabille 1890. Euchromia bellula ingår i släktet Euchromia och familjen björnspinnare. Inga underarter finns listade i Catalogue of Life.